# Shenmue III
Shenmue III (シェンムー3) est un jeu vidéo d'action-aventure sorti le 19 novembre 2019 sur Microsoft Windows et PlayStation 4. Il a été réalisé par Yū Suzuki, développé par Neilo et Ys Net et produit par Shibuya Productions. Il s'agit du troisième volet de la série Shenmue. Le jeu est en partie financé par un projet Kickstarter.
Un portage amélioré intitulé Shenmue 3 Enhanced par Inin Games, qui a récupéré la licence en 2024, est prévu sur PlayStation 5, Microsoft Windows, Xbox Series et Nintendo Switch.

## Trame
Le jeu prend suite après les événements de Shenmue II. Ryo Hazuki, héros des deux premiers opus, est toujours à la recherche de Lan-Di, l'assassin de son père. Nous le retrouvons en Chine, cette fois rejoint par la belle Shenhua Ling, que Ryo voyait en rêve dans le premier épisode et rencontre en Chine à la fin du second.
L’intrigue démarre lorsque Ryo et Shenhua partent à la recherche du père de Shenhua puisque ce dernier n’est pas rentré de la carrière où il travaille en tant que tailleur de pierre.

## Système de jeu
Shenmue III fait appel à des phases de gameplay d'exploration / enquête, des combats en temps réel et des séquences de Quick Time Events.
L'action se déroule dans le village montagneux de Bailu puis dans la ville d'eau de Niaowu, dans la province du Guangxi en 1987 en République Populaire de Chine.
Les phases de gameplay principales sont ponctuées de mini-jeux : pêche, jeu d'argent, entraînement au dojo er sur des mannequins, jeu d'arcade électronique et électromécanique, herboristerie, figurines, achat / vente d'objets en tout genre, chariot élévateur, pierre ciseau papier, bûcheron, pachinko, attraper les poulets, attraper les canards, courses de tortues, courses de grenouilles.

## Développement
Shenmue III revient sur le devant de la scène à l'E3 2015 lors d'une apparition de Yū Suzuki pendant la conférence Sony le 15 juin 2015. Le jeu est financé par une campagne Kickstarter lancée par Ys Net et Shibuya Productions avec l'objectif de récolter deux millions de dollars nécessaire à son développement. Le financement atteint cet objectif en moins de 24 h. Le jeu rentre par la même occasion dans le Guinness des records pour être le jeu vidéo à atteindre le cap du million de dollars le plus rapidement, en 102 minutes. La campagne se termine le 18 juillet 2015 après avoir collecté plus de 6,33 millions de dollars, faisant de Shenmue III le jeu vidéo le plus financé via Kickstarter. Le jeu utilise le moteur de jeu Unreal Engine 4.
La sortie du jeu est initialement prévue pour décembre 2017 sur PlayStation 4 et PC. Toutefois, en juin 2017, Yu Suzuki annonce le report du jeu pour le second semestre 2018. Le premier trailer du jeu, dévoilé le 21 août 2017 sur la chaîne Youtube officielle de la PS4, essuie quelques critiques, en raison de l'animation datée des personnages et de leurs visages peu expressifs.
En août 2017, Deep Silver s'associe à la production du jeu et devient éditeur. Sans ce partenariat, les développeurs ont expliqué que le jeu n'aurait pas pu disposer d'un monde ouvert.
Lors de la gamescom 2018, Yū Suzuki annonce que Shenmue III sera disponible le 27 août 2019 sur PC et PlayStation 4. 
Le 3 juin 2019, il est annoncé que Shenmue III sortira finalement le 19 novembre 2019.

## Contenus additionnels

### Battle Rally
Battle Rally est publié le 21 janvier 2020. Il s'agit du premier contenu additionnel ajoutant de nouvelles activités de jeu. Il s'agit d'une course où les concurrents se livrent des batailles en one to one. De plus, les joueurs peuvent contrôler deux autres personnages pour la première fois dans la série : le chasseur de trésor Wuying Ren et Wei Zhen.

## Accueil
Bien qu’étant encore plus riche en contenu que les épisodes précédents (véritable entraînement au dojo, diversité de mini jeux) et malgré les efforts faits pour renforcer l’immersion (vue subjective disponible à tout moment, environnement détaillé, conditions climatiques changeantes), le jeu n’a pas été compris par une partie de la presse qui attendait un Yakuza avec les marqueurs de quête et des combats à foison.
Pour la revue en ligne Polygon, Shenmue III est « passable » pour la nostalgie, mais pas en tant que jeu. Polygon souligne que le jeu est fidèle à lui-même et à son histoire, et est ainsi resté figé dans le temps et n'a pas su évoluer, comme une « capsule temporelle ». Le gameplay est jugé lent et pénible, les combats amusants mais trop rares. L'histoire, malgré ses promesses de prophéties et de super naturel, se révèle finalement banale. Les répliques de Ryo apparaissent répétitives comme le jeu. Finalement, Polygon juge que Shenmue III n'est qu'une « stagnation déguisée en fan service » et regrette également le fait que, après dix-huit ans d'attente, le créateur Yû Suzuki n'ait toujours pas jugé bon de terminer son histoire, repoussant la fin de celle-ci à un hypothétique Shenmue IV qui pourrait très bien ne jamais voir le jour.
Pour ScreenRant, la seule existence de Shenmue III tient déjà du miracle, et le jeu est exactement ce que les fans attendaient pour le meilleur et pour le pire : Shenmue III est parfois jugé énervant pour ses mécanismes d'un autre temps, mais il est aussi par moments le chef-d'œuvre d'immersion qu'il aspire à être.
Pour IGN, Shenmue III apparaît vieux et n'apporte aucune avancée significative à l'histoire, sa progression est laborieuse et le doublage calamiteux, mais cela ne signifie pas que l'expérience ne soit pas par moments convaincante.